# ألفرد يونغ
ألفرد يونغ (1 أغسطس 1865 في كندا - 5 يناير 1942 في جنوب أفريقيا) (بالإنجليزية: Alfred Young)‏ هو لاعب كريكت بريطاني (وحمل سابقاً جنسية المملكة المتحدة لبريطانيا العظمى وأيرلندا).

## وصلات خارجية
- ألفرد يونغ على موقع إي آس بي آن كريك إنفو (الإنجليزية)